# Livorno
Nota: Se você procura pelo clube italiano de futebol consulte Livorno Calcio

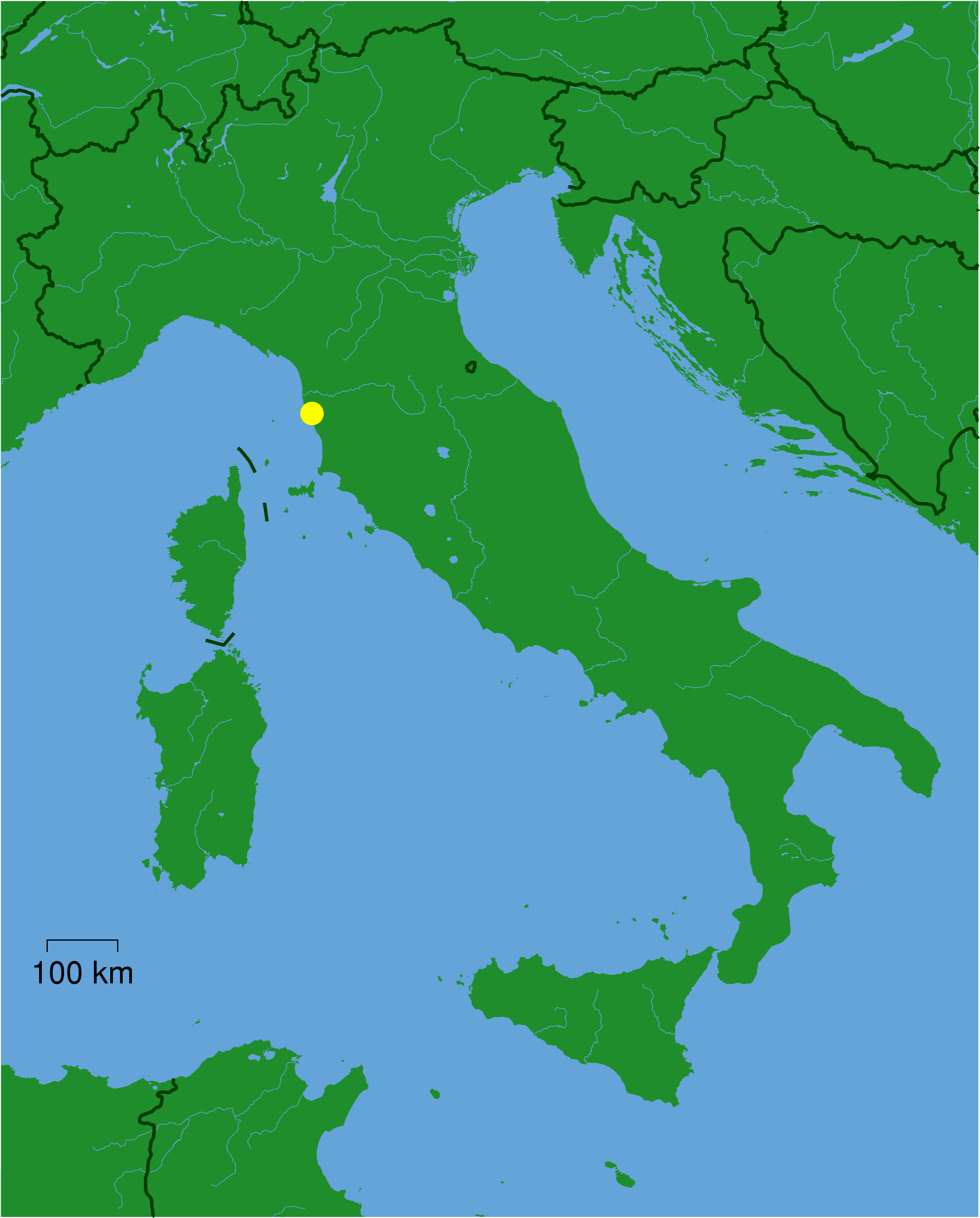
Localização de Livorno (em amarelo) na Itália

Livorno, ou na sua forma portuguesa Liorne, é uma comuna da província homônima, na região da Toscana, na Itália. Possui cerca de 148 143 habitantes. Estende-se por uma área de 104 quilômetros quadrados, tendo uma densidade populacional de 1 424 habitantes por quilômetro quadrado. Faz fronteira com Collesalvetti, Pisa (PI) e Rosignano Marittimo. O atual prefeito de Livorno é Filippo Nogarin.

## História
Livorno foi definida como uma "cidade ideal" durante a Renascença Italiana. Hoje em dia, mostra a sua história através da estrutura dos seus bairros, cortados por canais e rodeados por muralhas, através dos labirintos das suas ruas e através do Porto Médici, caracterizado por torres e fortalezas que guiam até ao centro da cidade. Planejada pelo arquitecto Bernardo Buontalenti no fim do século XVI, Livorno passou por uma grande expansão decorrente do planejamento urbano no fim do século XVII. Perto do monte defensivo da Fortaleza Velha, uma nova fortaleza, juntamente com as muralhas da cidade e um sistema de canais navegáveis, foi construída.
Na década de 1580, Fernando I de Médici declarou que Livorno era um "porto franco", ou seja, que os bens lá comercializados estavam isentos de impostos. As "Leggi Livornine" eram leis que governaram entre 1590 e 1603. Essas leis ajudaram as actividades de comércio dos mercantes e a liberdade de religião. Graças a essas leis, Livorno tornou-se uma cidade multicultural e um dos portos mais importantes da área Mediterrânea. Muitos estrangeiros mudaram-se para Livorno: Judeus, Arménios, Gregos, Holandeses e Ingleses estavam entre aqueles que se mudaram para lá para viver e comercializar. Mais tarde, alguns Mouriscos também se mudaram de Espanha para lá, no século XVIII.
Durante as Guerras Napoleónicas, o comércio com a Inglaterra foi proibido e a economia de Livorno sofreu muito. Quando Livorno se tornou parte do novo Reino de Itália em 1868, a cidade perdeu o seu estatuto tradicional de "Porto Franco" e a importância da cidade declinou.